# Leucauge tupaqamaru
Leucauge tupaqamaru är en spindelart som beskrevs av Archer 1971. Leucauge tupaqamaru ingår i släktet Leucauge och familjen käkspindlar.
Artens utbredningsområde är Peru. Inga underarter finns listade i Catalogue of Life.